# Nithulea porteri
Nithulea porteri – gatunek błonkówki z rodziny Pergidae.

## Taksonomia
Gatunek ten został opisany 1919 przez Juana Brèthesa pod nazwą Lycosceles porteri. Jako miejsce typowe podano "centralne prowincje" Chile. Holotypem był samiec. W 1990 roku David Smith przeniósł go do rodzaju Nithulea.

## Zasięg występowania
Ameryka Południowa, znany z Chile.